# Meuschenia trachylepis
Meuschenia trachylepis és una espècie de peix de la família dels monacàntids i de l'ordre dels tetraodontiformes.

## Morfologia
- Els mascles poden assolir 40 cm de longitud total.[5][6]

## Hàbitat
És un peix marí, de clima subtropical i associat als esculls de corall que viu entre 10-40 m de fondària.

## Distribució geogràfica
Es troba a Austràlia.

## Observacions
És inofensiu per als humans.